# بروس هاي
بروس هاي (بالإنجليزية: Bruce Hay)‏ هو لاعب اتحاد الرغبي بريطاني، ولد في 23 مايو 1950 في إدنبرة في المملكة المتحدة، وتوفي بنفس المكان في 1 أكتوبر 2007.

## وصلات خارجية
- بروس هاي عل موقع إسبنسكروم (الإنجليزية)